# Murdoch McKinnon
Murdoch McKinnon, homme politique canadien, servit comme lieutenant-gouverneur de la province de l'Île-du-Prince-Édouard entre 1919 et 1924.